# فضيحة النقود مقابل التأشيرة في بولندا
فضيحة النقود مقابل التأشيرة (بالبولندية: afera wizowa) هي فضيحة سياسية في بولندا كُشف عنها في 19 سبتمبر 2023، تتعلق بالفساد في منح التأشيرات، وتورط فيها مسؤولو وزارة الخارجية والخدمة القنصلية البولندية. غادر غالبية المستفيدين من تلك التأشيرات بولندا إلى دول منطقة شنغن الأخرى أو أمريكا الشمالية. ووفقا للمنتقدين، ربما جرى إصدار ما يصل إلى 350 ألف تأشيرة بشكل غير قانوني مقابل رشاوى.

## المخطط
ذُكر أن المخطط، الذي كُشف عنه من خلال التحقيقات الاستقصائية، يتضمن مهاجرين يدفعون لوسيط ثم يجري منحهم تأشيرات بشكل أسرع من المعتاد ودون التحقق الكامل. ونظرًا لأن بولندا عضو في منطقة شنغن، فيمكن لمتلقي التأشيرة البولندية الانتقال إلى دول الاتحاد الأوروبي الأخرى.
وذُكر أن القنصليات البولندية تلقت من وزارة الخارجية قوائم بأسماء الأشخاص الذين كان من المقرر أن تصدر لهم تأشيرات دخول إلى بولندا دون مزيد من التدقيق. سافر المهاجرون الذين يحملون تأشيرات صدرت بهذه الطريقة أولاً إلى بولندا، ثم إلى الولايات المتحدة ودول أخرى في شمال الكرة الأرضية، متظاهرين بأنهم مجموعات سياحية أو أطقم أفلام بوليوود. وبحسب ما ورد فقد دفع الأشخاص ما يصل إلى 45 ألف دولار للحصول على تأشيرة بولندية والانتقال إلى الولايات المتحدة.
أفاد الإحصائيون في البداية أنه ربما صدر ما يصل إلى 350 ألف تأشيرة بشكل غير قانوني مقابل رشاوى منذ عام 2021، في الهند والفلبين وسنغافورة وهونج كونج وتايوان والإمارات العربية المتحدة وقطر وأماكن أخرى. وقد جرى الإعلان عنها بشكل علني على منصات التواصل الاجتماعي مثل تيك توك.
في 19 سبتمبر 2023، كشف النائب المعارض عن حزب المنصة المدنية، ميشال شتشيربا، عن وثائق من وزارة الخارجية تشير إلى أن السفارة البولندية في مينسك أصدرت 784,173 تأشيرة لأفراد من 65 دولة (بما في ذلك 1,481 تأشيرة صادرة لأشخاص من دول أخرى غير بيلاروسيا وروسيا وأوكرانيا) بمساعدة شركة مقرها موسكو. وذكر شتشيربا أيضًا أن تلك التأشيرات الصادرة تشمل الأشخاص الذين جرى إبعادهم سابقًا عن الحدود خلال أزمة الحدود بين بيلاروسيا والاتحاد الأوروبي.

## الاتهامات
وُجهت التهم في البداية إلى سبعة أشخاص، ووُضع ثلاثة منهم رهن الاحتجاز المؤقت. ولم يكن أي منهم من موظفي الدولة. قرر Edgar K.، وهو مساعدي نائب وزير الخارجية السابق بيوتر فاورزيك Piotr Wawrzyk وأحد الأشخاص الرئيسيين في المخطط الإدلاء بشهادته ضد زملائه مقابل تخفيف العقوبة.

## العواقب

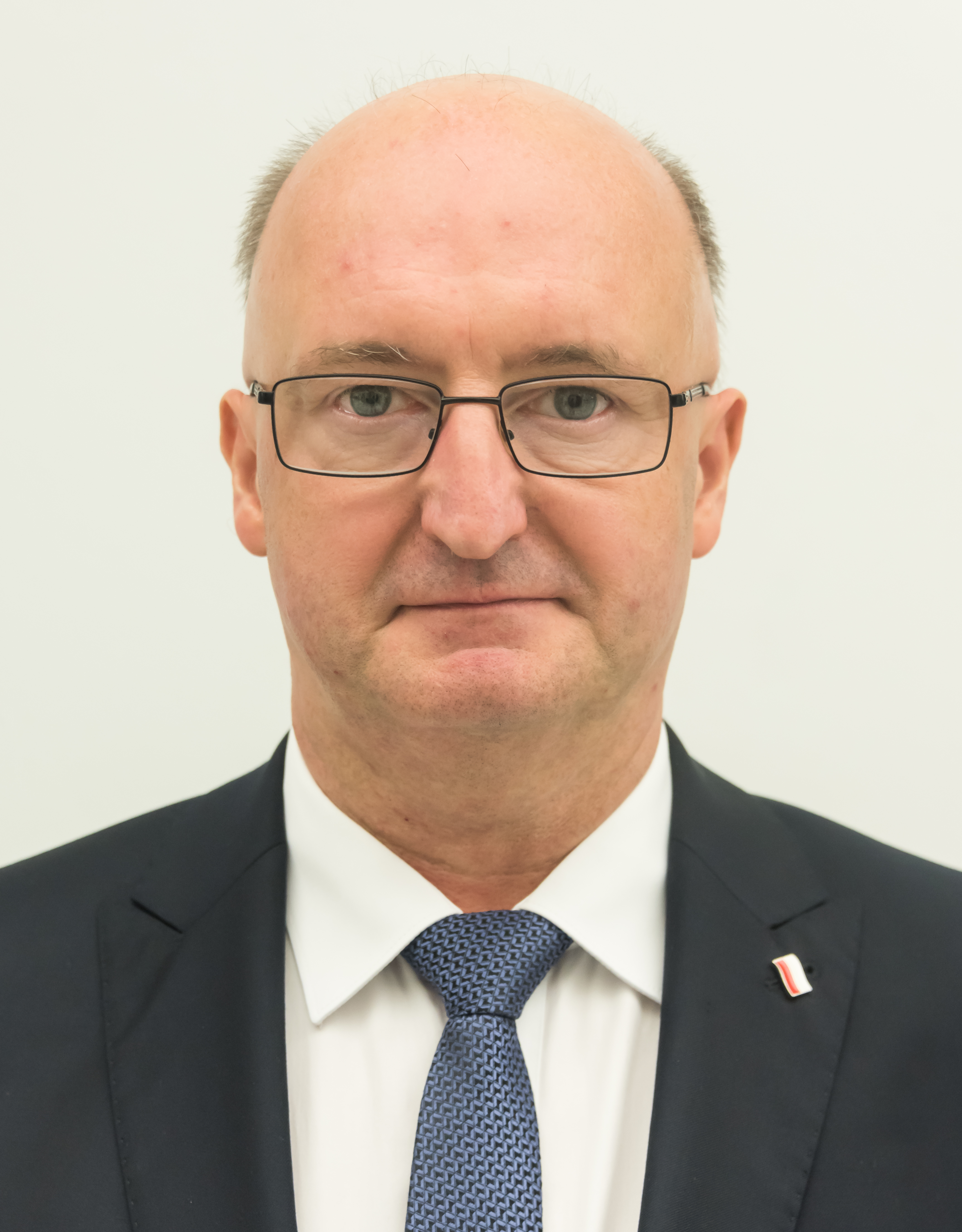
بيوتر فاورزيك في عام 2022

قال علماء السياسة إن الفضيحة أضرت بفرص حزب القانون والعدالة الحاكم في الانتخابات المقبلة، كما قالت أحزاب المعارضة إن الحزب الحاكم متواطئ في الفضيحة. ومن الممكن أن تنتقل الأصوات المفقودة من الحزب لصالح ائتلاف اليمين المتحد إلى الكونفدرالية اليمينية المتطرفة. وتتعارض الفضيحة أيضًا مع الخطاب القوي للحزب الحاكم المناهض للمهاجرين، حيث يزعم في كثير من الأحيان أن المهاجرين غير الشرعيين سوف يجتاحون بولندا إذا وصلت المعارضة إلى السلطة.
وقد أُقيل نائب وزير الخارجية السابق Piotr Wawrzyk، حيث طرده ماتيوس مورافيتسكي في 31 أغسطس، وقد اتُهم بلعب دور رئيسي في المخطط، ويُعتقد أن إقالته لها صلة بالفضيحة. كما زعم أعضاء المعارضة أن وزير الخارجية زبيغنيو راو أعطى موافقته على المخطط.
في 14 سبتمبر، أُدخل فاورزيك إلى المستشفى وكان في حالة حرجة تُهدد حياته بعد ما يُعتقد أنها محاولة انتحار. وبحسب ما ورد ذكر الفضيحة في رسالة انتحار، زاعمًا أنه "[لم يرتكب أي خطأ، وأراد مساعدة الناس بغض النظر عن انتماءاتهم السياسية ودفع أغلى ثمن لذلك" وأنه "ليس مرتشي".
ألغت الحكومة البولندية عقودها مع الشركات الخاصة لمعالجة التأشيرات وأقالت رئيس الإدارة القانونية.

## ردود الفعل
ردَّ مكتب المدعي العام البولندي، برئاسة وزير العدل زبيغنيو زيوبرو، في بيان ألقى فيه باللوم على زعيم المعارضة وحزب المنصة المدنية دونالد تاسك، واتهمه "بالأكاذيب" وترويج "نتائج غير ذات صلة". قال الرئيس أندريه دودا إنه ينتظر نتائج التحقيق قبل التعليق لكن "على الأقل بعض المعلومات الواردة في وسائل الإعلام غير صحيحة". ورد زبيغنيو راو بأنه يعتقد أن هذه الادعاءات "مبالغ فيها إلى حد كبير".
كانت وسائل الإعلام الحكومية البولندية (مثل التلفاز البولندي وراديو Polskie ووسائل الإعلام المطبوعة المملوكة لأورلين)، والتي أصبحت بحكم الأمر الواقع الناطق بلسان الحزب الحاكم (حزب القانون والعدالة) منذ صدور تشريع إعلامي مثير للجدل بعد وقت قصير من توليهم السلطة، قد ركزت على قضايا أخرى، مثل الارتفاع الكبير في أعداد المهاجرين الوافدين إلى جزيرة لامبيدوسا الإيطالية، أو تجنبت نشر الأخبار عن هذه الفضيحة تمامًا.
طلبت وزارة الخارجية الألمانية توضيحا من الحكومة البولندية. وألقى المستشار الألماني أولاف شولتز باللوم على بولندا في زيادة الهجرة إلى ألمانيا وهدد بتثبيت حرس حدود على الحدود بين الدولتين رغم وقوعهما في منطقة شنغن.
طلبت المفوضية الأوروبية توضيحًا من الحكومة البولندية فيما يتعلق بمنح بولندا تأشيرات شنغن، وذكرت أنها تتوقع الرد في غضون أسبوعين. واعتبر الرد الأولي من وزارة الخارجية البولندية غير كاف ولم يجيب على جميع الأسئلة المطلوبة.
احتج السكان المحليون في كمبالا بأوغندا أمام القنصلية البولندية بسبب عدم حصولهم على تأشيرات كانوا قد دفعوا ثمنها سابقًا.